# トロント国際映画祭
トロント国際映画祭（トロントこくさいえいがさい、Toronto International Film Festival, TIFF）は、カナダ最大の都市トロントで毎年9月に開催される国際映画製作者連盟 (FIAPF) 公認の国際映画祭。1976年に創設されたノン・コンペティションの映画祭である。

## 概要

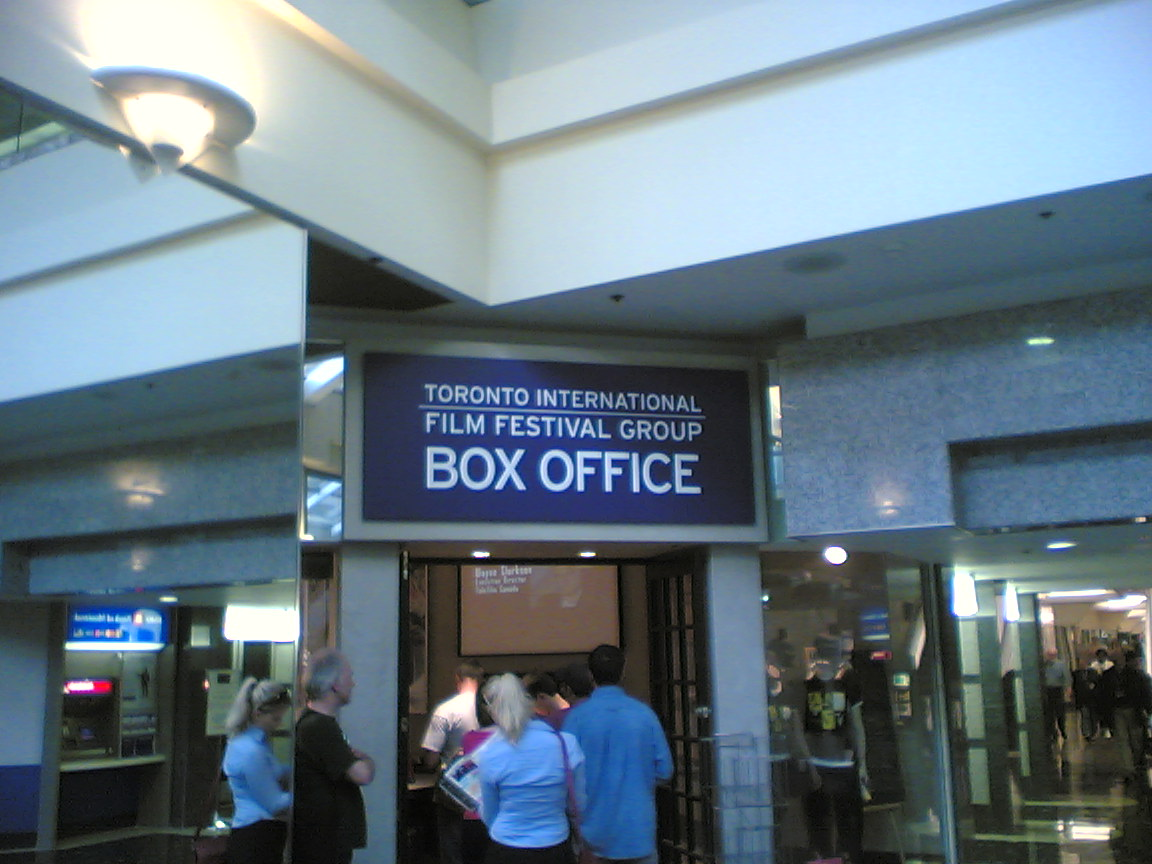
チケット売り場

1976年に"The Festival of Festivals"として開催されたのが始まり。これは、世界中の映画祭で上映された優れた作品を集めて上映するというものであった。その後、多くの出資者やオーガナイザーの助力により、世界最大の映画市場である北米にとって欠かせない映画祭に成長した。
例年300以上の作品が上映され、ベルリン国際映画祭、カンヌ国際映画祭に次ぐ規模の来場者数321,000人を集める北米最大の映画祭である。また、オスカー・レースの始まりとなる重要な映画祭となっている。同じく北米最大規模の映画祭であるモントリオール世界映画祭（8月下旬から9月頭）と開催時期がほぼ重なり、競合状態となっている。ただしモントリオールはフランス語圏であるためフランス映画の出品が多く、ハリウッド映画の出品は少ない。
ファミリー向け映画に関しては別枠が設けられており、毎年4月に「スプロケッツ青少年トロント国際映画祭」（Sprockets Toronto International Film Festival for Children）」として、ファミリー映画に特化したスペシャライズド映画祭を別途開催している。
ノン・コンペティションであるため、観客賞（ピープルズ・チョイス・アウォード）が最高賞である。日本の作品では2003年に北野武監督『座頭市』が受賞している。

## 賞
2006年に授与された賞は以下の通り。
- ピープルズ・チョイス・アウォード (The People’s Choice Award)
- ディーゼル・ディスカバリー・アウォード (The Diesel Discovery Award)
- 国際批評家連盟賞 (The Fipresci Prize)
- The Citytv Award for Best Canadian First Feature
- The Toronto – City Award for Best Canadian Feature Film
- The Short Cuts Canada Award
- The Swarovski Cultural Innovation Award

## ピープルズ・チョイス・アウォード受賞作品
- "†"付きはアカデミー作品賞受賞作
- "‡"付きはアカデミー作品賞ノミネート作

| 開催年 | 題名 原題                                                              | 監督                                 | 製作国                                               |
| ------ | ---------------------------------------------------------------------- | ------------------------------------ | ---------------------------------------------------- |
| 1978   | ガールフレンド Girlfriends                                             | クローディア・ウェイル               | アメリカ合衆国                                       |
| 1979   | Best Boy                                                               | アイラ・ホール                       | アメリカ合衆国                                       |
| 1980   | ジェラシー Bad Timing                                                  | ニコラス・ローグ                     | イギリス                                             |
| 1981   | 炎のランナー † Chariots of Fire                                        | ヒュー・ハドソン                     | イギリス                                             |
| 1982   | テンペスト Tempest                                                     | ポール・マザースキー                 | アメリカ合衆国                                       |
| 1983   | 再会の時 ‡ The Big Chill                                               | ローレンス・カスダン                 | アメリカ合衆国                                       |
| 1984   | プレイス・イン・ザ・ハート ‡ Places in the Heart                       | ロバート・ベントン                   | アメリカ合衆国                                       |
| 1985   | オフィシャル・ストーリー La historia oficial                           | ルイス・プエンソ                     | アルゼンチン                                         |
| 1986   | アメリカ帝国の滅亡 Le déclin de l'empire américain                     | ドゥニ・アルカン                     | カナダ                                               |
| 1987   | プリンセス・ブライド・ストーリー The Princess Bride                    | ロブ・ライナー                       | アメリカ合衆国                                       |
| 1988   | 神経衰弱ぎりぎりの女たち Mujeres al borde de un ataque de nervios      | ペドロ・アルモドバル                 | スペイン                                             |
| 1989   | ロジャー&ミー Roger & Me                                               | マイケル・ムーア                     | アメリカ合衆国                                       |
| 1990   | シラノ・ド・ベルジュラック Cyrano de Bergerac                          | ジャン＝ポール・ラプノー             | フランス                                             |
| 1991   | フィッシャー・キング The Fisher King                                   | テリー・ギリアム                     | アメリカ合衆国                                       |
| 1992   | ダンシング・ヒーロー Strictly Ballroom                                 | バズ・ラーマン                       | オーストラリア                                       |
| 1993   | スナッパー The Snapper                                                 | スティーヴン・フリアーズ             | イギリス/ アイルランド                               |
| 1994   | 司祭 Priest                                                            | アントニア・バード                   | イギリス                                             |
| 1995   | アントニアの食卓 Antonia                                               | マルレーン・ゴリス                   | オランダ/ ベルギー/ イギリス                         |
| 1996   | シャイン ‡ Shine                                                       | スコット・ヒックス                   | オーストラリア                                       |
| 1997   | ハンギング・ガーデン The Hanging Garden                                | トム・フィッツジェラルド             | イギリス/ カナダ                                     |
| 1998   | ライフ・イズ・ビューティフル ‡ La vita è bella                         | ロベルト・ベニーニ                   | イタリア                                             |
| 1999   | アメリカン・ビューティー † American Beauty                             | サム・メンデス                       | アメリカ合衆国                                       |
| 2000   | グリーン・デスティニー ‡ 臥虎藏龍                                      | アン・リー                           | 台湾/ 香港/ アメリカ合衆国/ 中国                     |
| 2001   | アメリ Le fabuleux destin d'Amélie Poulain                             | ジャン＝ピエール・ジュネ             | フランス                                             |
| 2002   | クジラの島の少女 Whale Rider                                           | ニキ・カーロ                         | ニュージーランド/ ドイツ                             |
| 2003   | 座頭市                                                                 | 北野武                               | 日本                                                 |
| 2004   | ホテル・ルワンダ Hotel Rwanda                                          | テリー・ジョージ                     | イギリス/ アメリカ合衆国/ イタリア/ 南アフリカ共和国 |
| 2005   | ツォツィ Tsotsi                                                        | ギャヴィン・フッド                   | イギリス/ 南アフリカ共和国                           |
| 2006   | Bella                                                                  | アレハンドロ・ゴメス・モンテヴェルデ | アメリカ合衆国/ メキシコ                             |
| 2007   | イースタン・プロミス Eastern Promises                                  | デヴィッド・クローネンバーグ         | イギリス/ カナダ/ アメリカ合衆国                     |
| 2008   | スラムドッグ$ミリオネア † Slumdog Millionaire                          | ダニー・ボイル                       | イギリス                                             |
| 2009   | プレシャス ‡ Precious                                                  | リー・ダニエルズ                     | アメリカ合衆国                                       |
| 2010   | 英国王のスピーチ † The King's Speech                                   | トム・フーパー                       | イギリス/ オーストラリア                             |
| 2011   | 私たちはどこに行くの?                                                  | ナディーン・ラバキー                 | レバノン/ フランス/ エジプト/ イタリア               |
| 2012   | 世界にひとつのプレイブック ‡ Silver Linings Playbook                   | デヴィッド・O・ラッセル              | アメリカ合衆国                                       |
| 2013   | それでも夜は明ける † 12 Years a Slave                                  | スティーヴ・マックイーン             | アメリカ合衆国                                       |
| 2014   | イミテーション・ゲーム/エニグマと天才数学者の秘密 ‡ The Imitation Game | モルテン・ティルドゥム               | イギリス/ アメリカ合衆国                             |
| 2015   | ルーム ‡ Room                                                          | レニー・アブラハムソン               | カナダ/ アイルランド                                 |
| 2016   | ラ・ラ・ランド ‡ La La Land                                            | デミアン・チャゼル                   | アメリカ合衆国                                       |
| 2017   | スリー・ビルボード ‡ Three Billboards Outside Ebbing, Missouri         | マーティン・マクドナー               | イギリス/ アメリカ合衆国                             |
| 2018   | グリーンブック † Green Book                                            | ピーター・ファレリー                 | アメリカ合衆国                                       |
| 2019   | ジョジョ・ラビット ‡ Jojo Rabbit                                       | タイカ・ワイティティ                 | アメリカ合衆国                                       |
| 2020   | ノマドランド † Nomadland                                               | クロエ・ジャオ                       | アメリカ合衆国                                       |
| 2021   | ベルファスト ‡ Belfast                                                 | ケネス・ブラナー                     | アイルランド/ イギリス                               |